# Черри, Альберто
Альбе́рто Че́рри (итал. Alberto Cerri; род. 16 апреля 1996, Парма, Эмилия-Романья) — итальянский футболист, нападающий клуба «Комо».

## Клубная карьера
Альберто с десяти лет занимается в системе клуба «Парма». Он выступал за различные детские и юношеские команды своего клуба. Его дебют в составе «Пармы» состоялся 30 марта 2013 года в матче против «Пескары». Он стал самым юным футболистом «Пармы», когда-либо выходившим на поле в Серии А. На момент дебюта ему было 16 лет и 348 дней.

## Карьера в сборной
За юношескую сборную Италии до 16 лет Альберто дебютировал в 2011 году и провёл за неё восемь матчей, забив четыре гола. В 2012 году он дебютировал в составе юношеской сборной Италии до 17 лет и в её составе выиграл серебряную медаль юношеского чемпионата Европы до 17 лет. На этом турнире Альберто провёл четыре матча. В финале он отметился голом в серии послематчевых пенальти, однако его сборная уступила россиянам.

## Достижения
- Финалист чемпионата Европы (до 17 лет): 2013